# (9999) Wiles
(9999) Wiles es un asteroide perteneciente al cinturón de asteroides, descubierto el 29 de septiembre de 1973 por Cornelis Johannes van Houten en conjunto a su esposa también astrónoma Ingrid van Houten-Groeneveld y el astrónomo Tom Gehrels desde el Observatorio del Monte Palomar, Estados Unidos.

## Designación y nombre
Designado provisionalmente como 4196 T-2. Fue nombrado Wiles en honor a Andrew Wiles, matemático británico mundialmente reconocido por la demostración en el año 1993, del último teorema de Fermat uno de los problemas matemáticos más difíciles, que había permanecido sin resolver durante más de 350 años.

## Características orbitales
Wiles está situado a una distancia media del Sol de 2,838 ua, pudiendo alejarse hasta 3,039 ua y acercarse hasta 2,638 ua. Su excentricidad es 0,070 y la inclinación orbital 3,199 grados. Emplea 1747,05 días en completar una órbita alrededor del Sol.

## Características físicas
La magnitud absoluta de Wiles es 13. Tiene 7 km de diámetro y su albedo se estima en 0,262.